# كدمة
الكدمة أو القَرَت (بالإنجليزية: Ecchymosis)‏ هي فرفرية تحت الجلد، وهي عبارة عن ورم دموي قطره أكثر من 1 سم.
قد تسمى الكدمة شيوعا بالرضة، لكن المصطلحين غير متطابقين لكون الرضة تحدث بسبب صدمة بينما الكدمة عبارة عن فرفرية وليس بالضرورة أن تحدث بسبب صدمة أو إصابة.
ولتعريف أوسع للكدمة، فهي خروج الدم من الأوعية الدموية المتضررة إلى الأنسجة. كما يستخدم المصطلح لوجود دم تحت الجلد مما يؤدي إلى تلونه نتيجة لارتشاح الدم من الأوعية الدموية إلى الأنسجة المتضررة.